# SN 1951E
SN 1951E – supernowa odkryta 26 maja 1951 roku w galaktyce A152454+0819. W momencie odkrycia miała maksymalną jasność 20,00m.